# نادین نسیب نجیم
نادین نسیب نجیم (به عربی: نادين نسيب نجيم؛ زادهٔ ۷ فوریهٔ ۱۹۸۴) بازیگر و مدل لبنانی-تونسی و دارنده عنوان جشنواره زیبایی است که در سال ۲۰۰۴ به عنوان دوشیزه لبنان انتخاب شد. او در مسابقه دوشیزه جهان ۲۰۰۵ که در کشور تایلند برگزار شد به عنوان نماینده کشور خود حاضر بود. از سال ۲۰۲۱، او با بیش از ۱۶ میلیون دنبال‌کننده، پرطرفدارترین بازیگر زن لبنانی در شبکه اجتماعی اینستاگرام است.